# Iris caeca
Iris caeca es una especie de mantis de la familia Tarachodidae.

## Distribución geográfica
Se encuentra en Egipto, Yemen, Arabia Saudita y Sudán.